# Gabrielle d'Estrées
Gabrielle d’Estrées, Nữ Công tước xứ Beaufort và Verneuil, Nữ Hầu tước xứ Monceaux (1571 – 1599) là người tình của Henri IV của Pháp. Gabrielle chào đời trong Château de la Bourdaisière ở Montlouis-sur-Loire, thuộc Tỉnh Indre-et-Loire, Pháp.

## Người tình của Quân vương
Gabrielle d’Estrées trở thành bạn và người yêu của Henri trong năm 1591, khi cô hai mươi tuổi. Lúc ấy đang xảy ra cuộc tranh chấp gay gắt giữa Henri và Liên minh Công giáo. Mặc dù đã chính thức kết hôn với Marguerite của Pháp, Henri công khai bày tỏ tình cảm với Gabrielle. Tuyệt đối trung thành với người tình, Gabrielle luôn có mặt bên cạnh Henri trong các chiến dịch quân sự. Ngay cả lúc gần ngày sinh nở, cô kiên quyết theo Henri, sống trong trại của ông cạnh mặt trận, chăm sóc người tình từng miếng ăn cái mặc khi ông từ mặt trận trở về. Lúc Henri chinh chiến nơi xa, mỗi ngày cô đều viết thư cho ông. Là một phụ nữ thông minh và thực tiễn, Gabrielle được lòng tin của Henri, và ông thường làm theo lời khuyên của cô.
Được giáo dưỡng trong đức tin Công giáo, Gabrielle nhận thấy phương cách tốt nhất để chấm dứt các cuộc chiến tranh tôn giáo là khuyên Henri cải đạo sang Công giáo. Chấp nhận lời khuyên này, ngày 25 tháng 7 năm 1593, Henri từ bỏ đức tin Kháng Cách sau khi tuyên bố "Paris xứng với một lễ Misa", và được tôn làm vua nước Pháp ngày 27 tháng 2 năm 1594. Henri sắp xếp để cuộc hôn nhân của Gabrielle với M. de Liancourt bị hủy bỏ, và ban cho bà tước hiệu Nữ Hầu tước Monceaux và Người tình Vua Pháp.
Tin tức về mối quan hệ giữa Henri và Gabrielle không làm hài lòng một số người thuộc giới thượng lưu Paris, nhiều truyền đơn được tung ra nhằm bôi nhọ Gabrielle. Một trong số ấy miêu tả bà là la duchesse d'Ordure ("Nữ Công tước bẩn thỉu").
Trong những năm kế tiếp, Gabrielle là nhà ngoại giao quan trọng nhất cho Henri, bà vận động bằng hữu của mình là những người thuộc các gia tộc khác nhau trong Liên minh Công giáo nhằm thuyết phục họ chấp nhận sự hòa giải. Tháng 3 năm 1596, Henri ban cho Gabrielle và Catherine thánh thiện, chị gái của Gabrielle, bộ chìa khóa vàng biểu trưng cho vị trí của họ tại hội đồng tư vấn. Món quà đã làm Gabrielle vui thích đến nỗi bà thường xuyên mang chúng ở cổ như một món đồ trang sức.
Gabrielle và Henri thường vui thú bên nhau khi cưỡi ngựa săn bắn, và dạo chơi trong những vùng quê xung quanh Paris. Trong bảy năm, bà sinh cho nhà vua ba người con được ông thừa nhận. Năm 1597, Henri ban tước hiệu Công tước xứ Beaufort cho Gabrielle.
Năm 1598, Henri ra Chỉ dụ Nantes, ban cho người Huguenot một số quyền hạn, trong khi hạn chế bớt đặc quyền của người Công giáo. Hai chị em Catherine và Gabrielle, một người là tín hữu Huguenot, người kia là tín hữu Công giáo, hợp tác mật thiết với nhau để đối phó với những chống đối từ hai phía, và vận động cho việc thực thi chỉ dụ. Những nỗ lực của Gabrielle đã gây ấn tượng sâu sắc đối với Henri đến nỗi ông đã viết, "Nàng là một nhà hùng biện với khả năng phi thường, những luận cứ của nàng ủng hộ chủ trương của chỉ dụ thật là sắc bén."
Sau khi xin Giáo hoàng Clement VIII hủy bỏ hôn nhân với Marguerite nhà Valois và cho phép tái hôn, tháng 3 năm 1599, Henri tặng người tình chiếc nhẫn đăng quang. Do quá tin chắc về hôn lễ sắp đến, Gabriell thốt lên, "Chỉ có Chúa hoặc cái chết của nhà vua mới có thể chấm dứt vận may của tôi."
Song, chỉ vài ngày sau, vào đầu tháng 4, Gabrielle mắc chứng động kinh và sinh non. Tin xấu đến tai nhà vua khi ông đang ở Château de Fontainebleau. Hôm sau, ngày 10 tháng 4 năm 1599, lúc nhà vua đang trên đường về, Gabrielle từ trần tại Paris do sẩy thai.
Henri hết sức đau buồn, nhất là khi có tin đồn lan ra khắp nơi cho rằng Gabrielle đã bị đầu độc. Trong thời gian thương tiếc Gabrielle, nhà vua mặc trang phục đen, chưa có quân vương nào của nước Pháp từng làm như thế. Tang lễ được cử hành theo nghi thức dành cho hoàng hậu; các hoàng tử, công chúa, và các nhà quý tộc đưa quan tài của bà đến Basilique de Saint-Denis để làm lễ cầu siêu. Gabrielle được an táng tại Abbaye Notre-Dame-la-Royale de Maubuisson, Saint-Ouen-l'Aumône (Val-d'Oise, Île-de-France).

## Hậu duệ
Gabrielle có bốn con với Henri:
- César de Bourbon, Công tước Vendôme (1594–1665), kết hôn với Françoise of Mercoeur. Năm 1626, ông tham gia một âm mưu chống Hồng y Richelieu, bị bắt giữ và cầm tù trong ba năm. Năm 1641, bị cáo buộc mưu phản, lần này ông trốn thoát sang Anh.
- Catherine-Henriette de Bourbon (1596–1663), kết hôn với Charles II, Công tước Elbeuf.
- Alexandre, Chevalier de Vendôme (1598–1629).
- Một con trai (thai chết lưu) (1599).

## Bất tử trong nghệ thuật

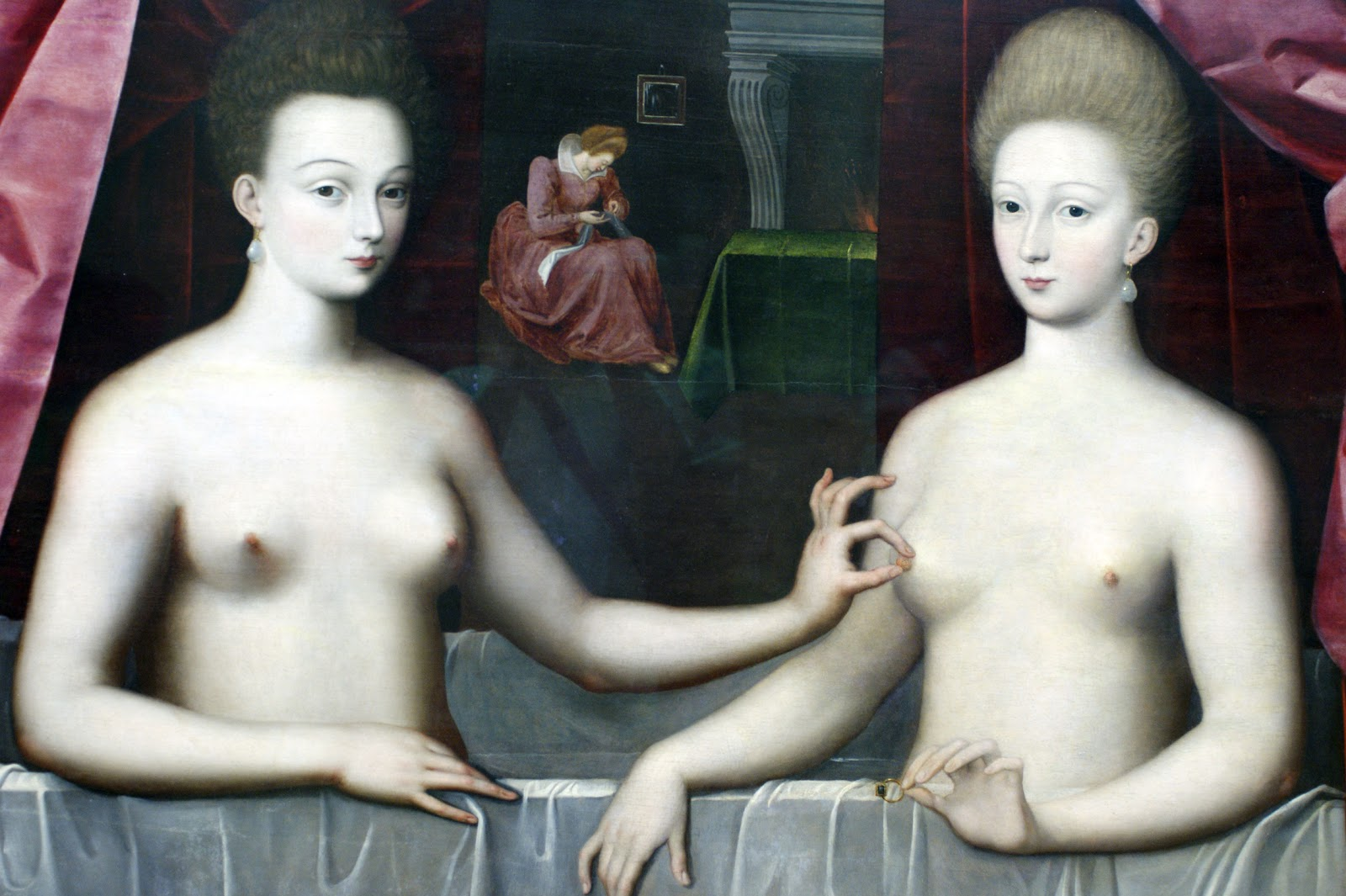
Bức tranh Gabrielle d'Estrées et une de ses soeurs

Gabrielle d'Estrées được cho là một trong hai phụ nữ trong tác phẩm Gabrielle d'Estrées et une de ses soeurs của một họa sĩ vô danh vẽ khoảng 1594. Người kia là chị của bà, nữ công tước Villars. Gabrielle khỏa thân trong phòng tắm, tay cầm chiếc nhẫn đăng quang. Henri trao nhẫn cho bà như là dấu chứng tình yêu của hai người, chỉ một thời gian ngắn trước khi bà từ trần.
Cử chỉ của người chị ngụ ý về nguồn sữa mẹ khi Gabrielle đang mang thai César. Phía sau là hình ảnh người hầu gái đang ngồi đan áo cho đứa bé, và ngọn lửa trong lò sưởi biểu trưng cho giai đoạn khó khăn người mẹ phải trải qua khi sinh nở.
Tác phẩm hiện được trưng bày tại Bảo tàng Louvre, Paris.